# Jovan Ratković
Jovan Ratković, en serbe cyrillique Јован Ратковић (né en 1975), est un homme politique serbe. De 2006 à 2012, il est le conseiller du président de la république de Serbie Boris Tadić pour les relations avec l'Union européenne et l'OTAN. 

## Biographie
Jovan Ratković est diplômé de l'université d'East Anglia en sciences politiques et en économie de l'environnement.
En 1999 et 2000, Jovan Ratković travailla pour le Centre d'information serbe à Londres, une organisation non gouvernementale qui soutint activement les mouvements démocratiques en Serbie. Il fut un des organisateurs de l'Assemblée de la diaspora serbe et de la métropole ; située à Szentendre, en Hongrie, elle avait comme but de rassembler les chefs de l'opposition de la diaspora serbe et ceux de l'opposition en Serbie. Il fut également un des fondateurs du mouvement Otpor (« Résistance ») ; il y dirigea l'équipe chargée de la communication puis l'équipe chargée des relations internationales. Durant l'été 2000, il fit partie de l'équipe qui coordonna la campagne contre Slobodan Milošević.
Après la révolution du 5 octobre 2000 en Serbie, Jovan Ratković travailla au ministère des Affaires étrangères de la Serbie-et-Monténégro. De mars 2002 à juillet 2004, il fut le coordonnateur national du Pacte de stabilité pour l'Europe du Sud-est au sein du Conseil des ministres de Serbie-et-Monténégro.
En septembre 2003, il conseilla Boris Tadić, alors ministre de la défense de Serbie-et-Monténégro, sur les questions européennes. En août 2004, il devint son conseiller spécial et, en juillet 2006, il devint conseiller du président de la république de Serbie. Au sein de la Chancellerie du président, il est chargé des relations avec l'Union européenne et l'OTAN.
En 1993, Jovan Ratković a reçu le Prix Octobre attribué par la ville de Belgrade aux jeunes créateurs ; en 1994, il a reçu le prix Tesla pour ses recherches dans le domaine de la géographie. Il est membre du réseau Bucerius des jeunes dirigeants internationaux.